# Карунин, Георгий Иванович
Георгий Иванович Карунин — советский хозяйственный, государственный и политический деятель.

## Биография
Родился в 1931 году в Тацинской. Член КПСС.
С 1954 года — на хозяйственной, общественной и политической работе. В 1954—1999 гг. — конструктор Казанского завода № 16, в служебной командировке в Китайской Народной Республике, начальник конструкторского бюро серийно-конструкторского отдела, заместитель секретаря, секретарь парткома Казанского моторостроительного завода, первый секретарь Ленинского райкома КПСС города Казани, инженерный работник в Казанском филиале научно-исследовательского института технологии и организации производства, а также в ОАО "Конструкторско-производственное предприятие «Авиамотор».
Делегат XXVI съезда КПСС. Депутат Верховного Совета Татарской АССР трёх созывов.
Умер в Казани в 2010 году. Похоронен на Сухорецком кладбище.

## Известные адреса
- Казань, улица Гагарина, дом 107.[4][2]